# Vibrafon

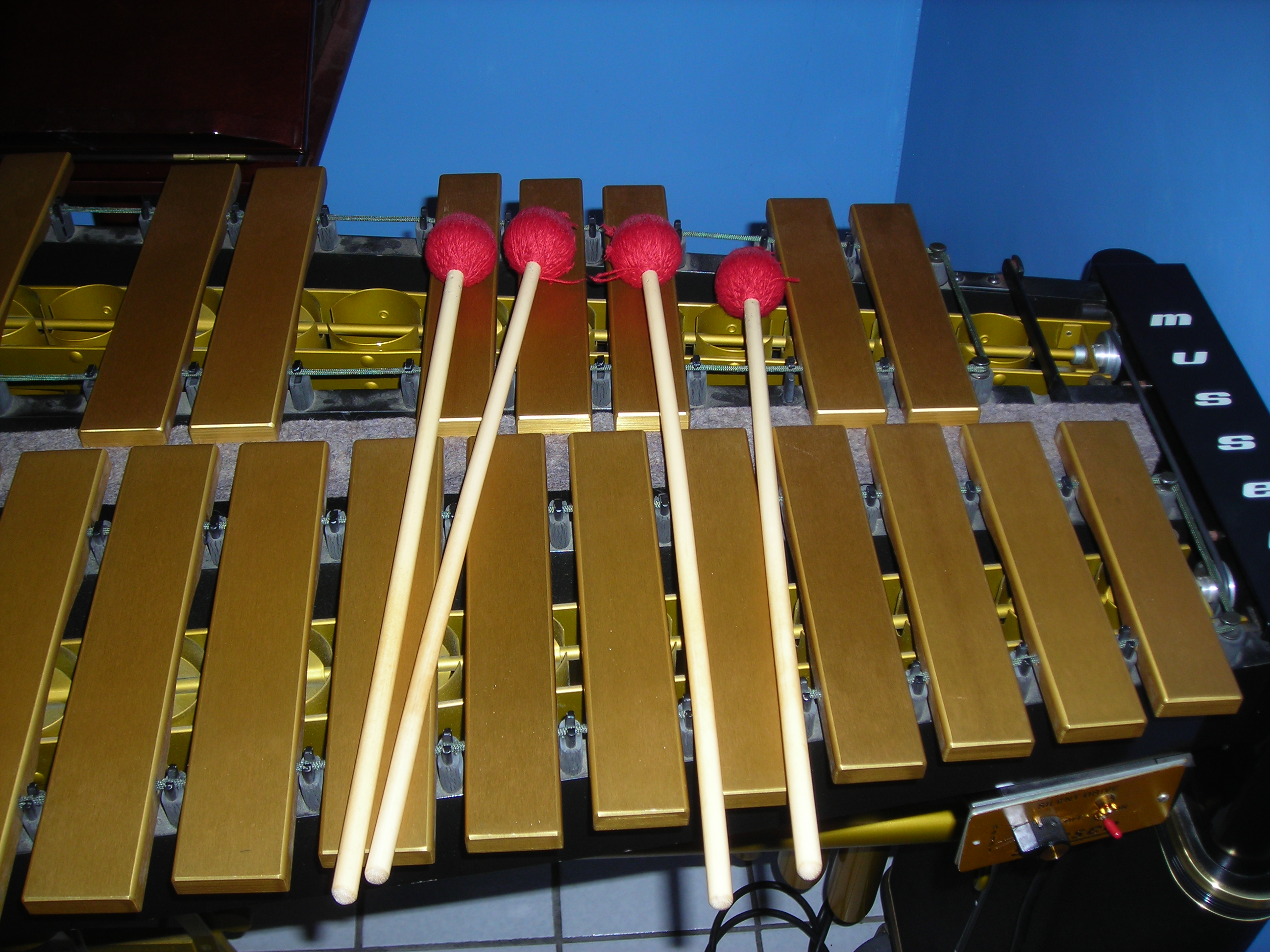

A vibrafon (elnevezése a latin vibrare – rezegni szóból) dallamjátszó ütőhangszer. Az 1910-es évek végén találták fel. Először csak a dzsesszben használták. Könnyűfém lapjainak elrendezése klaviatúraszerű. Hangterjedelme általában: f-f3. Különböző keménységű ütőkkel játszanak rajta. A megütött lapok alatt cső alakú, hangolt rezonátorok helyezkednek el. A felső csővégeken lévő elektromos meghajtású forgószelepek váltakozva nyitják és zárják a rezonátorokat, így jön létre a vibrafonra jellemző hangzás. A zenész a szelepek fordulatsebességének változtatásával módosíthatja a vibratót.
Egy-egy hang időtartamát hangfogó szerkezettel (pedállal) szabályozzák.

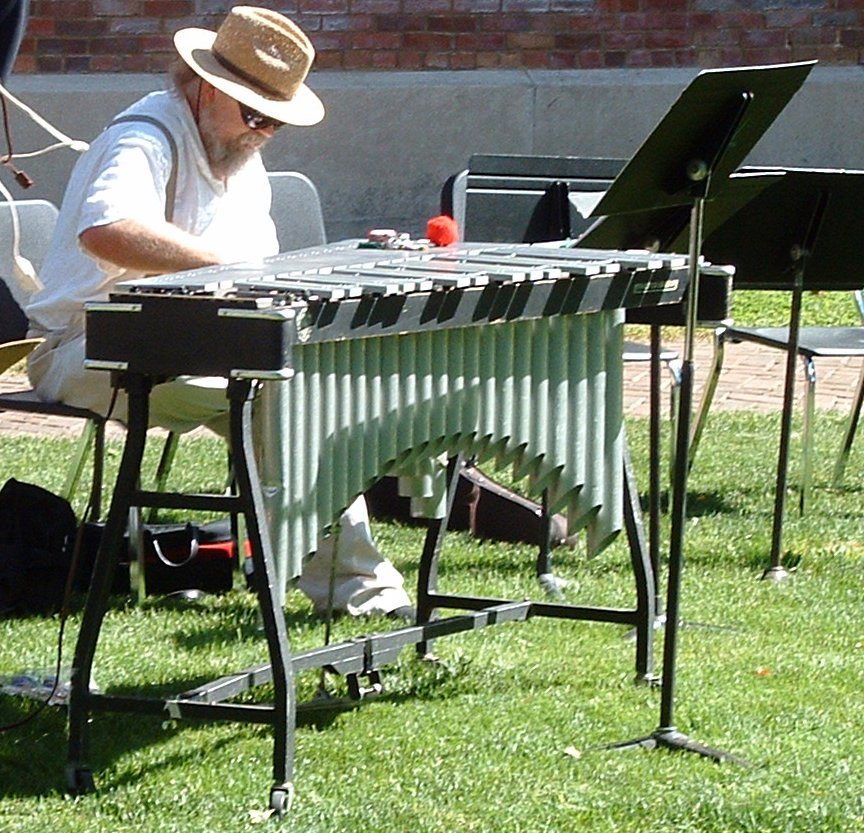

## Híres vibrafonosok
- Gary Burton
- David Friedman(wd)
- Lionel Hampton[1]
- Milt Jackson, (Modern Jazz Quartet)
- Dave Samuels
- Warren Wolf

### Magyarok
- Beamter Jenő
- Szaniszló Richárd[2]
- Tommy Vig[3]

## Vibrafon a komolyzenében
- Alban Berg: Lulu, 1937
- Darius Milhaud: Koncert vibrafonra és marimbára, 1947
- Pierre Boulez: Le marteau sans maître, 1954.
- Tommy Vig: Concerto klarinétra, vibrafonra és zenekarra, Concerto vibrafonra és zenekarra